# Stenoponia
Stenoponia (лат.) — род блох из семейства Hystrichopsyllidae. Около 15 видов

## Описание
От других блох отличаются следующими признаками: пятый членик задних лапок несёт 4 пары боковых щетинок, ктенидиум щёк состоит не менее чем из 4 зубцов, церки с одной длинной апикальной и двумя мелкими субапикальными щетинками; сенсилий выпуклый; на пронотуме и голове расположен ктенидий (гребень из плоских зубцов). Паразитируют на грызунах (мыши, песчанки, цокоры), насекомоядных млекопитающих (кротах) и других животных Европы, Азии, Северной Африки и Америка. В России 4 вида.

## Классификация
Около 15 видов
- Stenoponia americana (Baker, 1899)
- Stenoponia coelestis Jordan et Rothschild, 1911
- Stenoponia conspecta Wagner, 1926
- Stenoponia formozovi Ioff et Tiflov, 1934
- Stenoponia himalayana Brelih, 1975
- Stenoponia ivanovi Ioff et Tiflov, 1934
- Stenoponia meridiana Cao Hanli, Xie Xingchu et Yu Xin, 1990
- Stenoponia montana Darskaya, 1949
- Stenoponia polyspina Li Kueichen et Wang Dwenching, 1964
- Stenoponia ponera Traub et Johnson, 1952
- Stenoponia shanghaiensis Liu et Wu, 1960
- Stenoponia sidimi Marikovskiy, 1935
- Stenoponia singularis Ioff et Tiflov, 1934
- Stenoponia suknevi Ioff et Tiflov, 1934
- Stenoponia tokudai Sakaguti et Jameson, 1959
- Stenoponia tripectinata (Tiraboschi, 1902)
- Stenoponia vlasovi Ioff et Tiflov, 1934